# 微软桌面
微软桌面（Microsoft Launcher）是微软為推廣自家的应用程序和服务而开发的Android应用程序啟動器。  2015年10月，微软發佈了Arrow Launcher，即微软桌面的前身，當時Arrow Launcher仍處於測試階段 。2017 年10月5日，微软桌面正式上線Google Play。 截至2017年12月，微软桌面在 Google Play 上的下载量已达1000万次。 